# Динамика полёта
Динамика полёта — область науки, изучающая законы движения летательных аппаратов (ЛА) тяжелее воздуха, под действием внешних сил и моментов. В настоящее время условно принято считать, что динамика полёта включает три основных раздела: Аэродинамический расчёт ЛА; Динамика полёта ЛА; Устойчивость и управляемость ЛА.

Оси управления самолётом

Динамика полёта — это раздел аэродинамики, изучающий динамические свойства и движение летательного аппарата в пространстве различного назначения. Подобно теоретической механике в динамике полёта решаются две взаимосвязанные задачи:
- прямая — по заданным силам и моментам найти траекторию и закон движения,
- обратная — по заданной траектории и закону движения определить потребные силы и моменты.

Важнейшей задачей динамики полёта является определение лётно-тактических характеристик самолёта и характеристик устойчивости и управляемости, от которых зависят пилотажные свойства самолёта.

## Подробное определение
В динамике полёта исследуется движение летательного аппарата как в целом по траектории (траекторное движение), так и движение относительно его центра масс в установившемся и переходном режимах, а также при наличии разного рода возмущений (возмущённое движение), устойчивость летательного аппарата на различных режимах полёта и его управляемость, как при использовании «классических» органов управления, так и «новых», появившихся в 80 х гг.
Всё возрастающая скорость полёта и улучшающаяся манёвренность летательного аппарата оставляет пилоту всё меньше времени на принятие решения, и его исполнение требует всё более широкого использования автоматики. Поэтому в динамике полёта значительное внимание уделяется синтезу систем управления и эргономике системы «летательный аппарат — человек», разработке систем улучшения устойчивости и управляемости.
Существенное место в динамике полёта отводится разработке методов создания и создания летательного аппарата с заданными лётно-техническими характеристиками называемые «аэродинамический расчёт». Рост скоростей полёта и нагрузок на летательный аппарат и его элементы (крыло, оперение, Двигатель, шасси и т. д.) привели к тому, что стало необходимым учитывать и в определённой мере исключать влияние на лётно-технические характеристики летательного аппарата его упругих свойств. Быстрое развитие средств автоматики позволили приступить к разработке и в конце 80 х гг. создать первые системы, учитывающие это влияние, — активные системы управления.
Решение возникающих в динамике полёта задач базируется на знании и выборе аэродинамических характеристик летательного аппарата, параметров силовой установки (типа двигателей авиационных, тяги или мощности двигателей, их зависимости от высоты и скорости полёта — взаимного расположения элементов летательного аппарата, характеристик атмосферы, характеристик и состава бортового и наземного оборудования. При этом проектируемые и разрабатываемые устройству и системы апробируются в виде моделей в аэродинамических трубах и других экспериментальных установках, при полунатурном моделировании на пилотажных стендах, натурных испытаниях в лётных исследованиях и доводятся в процессе лётных испытаний.
Математической основой динамики полёта являются теоретическая механика, теории устойчивости и систем автоматического регулирования, методы оптимизации и статистические методы анализа и синтеза динамических систем.

## Книги
1. Чудаков М. В. Построение поляр и расчёт динамики полёта дозвуковых транспортных и пассажирских самолётов. 2004.
2. Макаревский А. И., Француз Т. А. Силы, действующие на самолёт в полёте и при посадке. 1943.
3. Лысенко Н. М. Аэродинамика и динамика полёта манёвренных самолётов. 1977.
4. Оджа С. К. Лётные характеристики самолёта / S.K.Ojha Flight Performance of Aircraft. 1995.
5. Борисов Н. П., Свечников В. В. Продольная балансировка и устойчивость самолёта. 1952.
6. Пятин А. И. Динамика полёта и пилотирование самолёта Ту-154. 1994.
7. Бюшгенс Г. С. Аэродинамика, динамика полёта магистральных самолётов. 1995.
8. Есаулов С. Ю., Бахов О. П., Дмитриев И. С. Вертолёт как объект управления. 1977.
9. Браверман А. С. Вайнтрауб А. П. Динамика вертолёта. Предельные режимы полёта. 1988.
10. Булинский В. А. Динамика маневрирования самолёта-истребителя в воздушном бою. 1957.